# Copa d'Or de la CONCACAF de 1991
La Copa d'Or de la CONCACAF 1991 va ser la primera Copa d'Or de la CONCACAF amb aquest nom, després de deu edicions anomenant-se "Campionat de la CONCACAF". Es va jugar del 28 de juny al 7 de juliol de 1991 a les ciutats de Los Angeles i Pasadena als Estats Units. Van participar-hi 8 seleccions nacionals, i la guanyadora va ser la selecció amfitriona, els Estats Units.

## Participants
- Estats Units
- Hondures
- Jamaica
- Mèxic
- Canadà
- Costa Rica
- Guatemala
- Trinitat i Tobago

## Primera fase

### Grup A
| Equip    | Pts | PJ | PG | PE | PP | GF | GC | DG |
| -------- | --- | -- | -- | -- | -- | -- | -- | -- |
| Hondures | 5   | 3  | 2  | 1  | 0  | 10 | 3  | +7 |
| Mèxic    | 5   | 3  | 2  | 1  | 0  | 8  | 3  | +5 |
| Canadà   | 2   | 3  | 1  | 0  | 2  | 6  | 9  | -3 |
| Jamaica  | 0   | 3  | 0  | 0  | 3  | 3  | 12 | -9 |

| Canadà            | 2–4 | Hondures                                            |
| ----------------- | --- | --------------------------------------------------- |
| Mitchell 66', 72' |     | Bennett 28' · Espinoza 35' · Cálix 44' · Flores 51' |

| Mèxic                                                   | 4–1 | Jamaica  |
| ------------------------------------------------------- | --- | -------- |
| Galindo 28', 55' (pen.) · Zaguinho 39' · Hermosillo 59' |     | Reid 39' |

| Hondures                                                  | 5–0 | Jamaica |
| --------------------------------------------------------- | --- | ------- |
| Cálix 28', 51' · Anariba 32' · Bennett 69' · Yearwood 89' |     |         |

| Canadà     | 1–3 | Mèxic                                                |
| ---------- | --- | ---------------------------------------------------- |
| Lowery 83' |     | Hermosillo 4' · de la Torre 40' · Galindo 89' (pen.) |

| Jamaica               | 2–3 | Canadà                            |
| --------------------- | --- | --------------------------------- |
| Wright 42' · Reid 63' |     | Mitchell 36', 54' · Limniatis 60' |

| Mèxic          | 1–1 | Hondures    |
| -------------- | --- | ----------- |
| Hermosillo 67' |     | Anariba 10' |

### Grup B
| Equip             | Pts | PJ | PG | PE | PP | GF | GC | DG |
| ----------------- | --- | -- | -- | -- | -- | -- | -- | -- |
| Estats Units      | 6   | 3  | 3  | 0  | 0  | 8  | 3  | +5 |
| Costa Rica        | 2   | 3  | 1  | 0  | 2  | 5  | 5  | 0  |
| Trinitat i Tobago | 2   | 3  | 1  | 0  | 2  | 3  | 4  | -1 |
| Guatemala         | 2   | 3  | 1  | 0  | 2  | 1  | 5  | -4 |

| Costa Rica             | 2–0 | Guatemala |
| ---------------------- | --- | --------- |
| Gómez 14' · Flores 17' |     |           |

| Estats Units            | 2–1 | Trinitat i Tobago |
| ----------------------- | --- | ----------------- |
| Murray 85' · Balboa 87' |     | Lewis 67'         |

| Trinitat i Tobago      | 2–1 | Costa Rica |
| ---------------------- | --- | ---------- |
| Lewis 38' · Thomas 89' |     | Medford 6' |

| Estats Units                         | 3–0 | Guatemala |
| ------------------------------------ | --- | --------- |
| Murray 11' · Quinn 46' · Wynalda 52' |     |           |

| Trinitat i Tobago | 0–1 | Guatemala |
| ----------------- | --- | --------- |
|                   |     | Espel 89' |

| Estats Units                                    | 3–2 | Costa Rica              |
| ----------------------------------------------- | --- | ----------------------- |
| Vermes 6' · Pérez 49' (pen) · Marchena 59' (pp) |     | Arguedas 30' · Jara 33' |

## Fase final

### Quadre
|  | Semifinals               | Semifinals               |      |                          | Final                    | Final |
|  |                          |                          |      |                          |                          |       |
|  | 5 de juliol, Los Angeles |                          |      |                          |                          |       |
|  | Hondures                 | 2                        |      |                          |                          |       |
|  | Costa Rica               | 0                        |      |                          |                          |       |
|  |                          |                          |      |                          |                          |       |
|  |                          |                          |      |                          | 7 de juliol, Los Angeles |       |
|  |                          |                          |      |                          | Hondures                 | 0(3)  |
|  |                          | Estats Units             | 0(4) |                          |                          |       |
|  |                          |                          |      |                          |                          |       |
|  |                          |                          |      |                          |                          |       |
|  |                          |                          |      |                          | Tercer lloc              |       |
|  | 5 de juliol, Los Angeles | 5 de juliol, Los Angeles |      | 7 de juliol, Los Angeles | 7 de juliol, Los Angeles |       |
|  | Estats Units             | 2                        |      | Costa Rica               | 0                        |       |
|  | Mèxic                    | 0                        |      |                          | Mèxic                    | 2     |

### Semifinals
| Hondures                 | 2–0 | Costa Rica |
| ------------------------ | --- | ---------- |
| Bennett 38' · Flores 79' |     |            |

| Estats Units           | 2–0 | Mèxic |
| ---------------------- | --- | ----- |
| Doyle 48' · Vermes 64' |     |       |

## Partit pel tercer lloc
| Mèxic                   | 2–0 | Costa Rica |
| ----------------------- | --- | ---------- |
| Farfán 9' · Galindo 89' |     |            |

## Final
| Estats Units | 0–0 (prò.) | Hondures |
| ------------ | ---------- | -------- |
|              |            |          |

|                                                         |     | Penals                                                       |  |
| Balboa Vermes Pérez Caligiuri Eck Quinn Kinnear Clavijo | 4–3 | Castro Anariba Yearwood Flores Zapata Cálix Vallejo Espinoza |  |

| Copa d'Or de la CONCACAF de 1991 |
| -------------------------------- |
| · Estats Units · Primer títol    |

## Golejadors
4 gols
- Dale Mitchell
- Benjamín Galindo

3 gols
- Eduardo Bennet
- Luis Cálix
- Carlos Hermosillo

2 gols
- | - Marco Anariba - Eugenio Dolmo Flores - Roderick Reid | - Leonson Lewis - Bruce Murray - Peter Vermes |  |